# Lotta Nilsson Hedström
Lotta Nilsson Hedström, née le 13 septembre 1955 à Stockholm, est une femme politique suédoise. Elle est co-porte-parole du Parti de l'environnement Les Verts de 1999 à 2002.